# Rio Ienissei
O rio Enisei ou Ienissei (em russo:  Енисе́й) é um dos principais rios da Ásia, tendo a sua desembocadura no oceano Ártico. Com 4093 km de extensão (chegando aos 5539 km com as suas fontes mais longas), é o 14.º mais longo do mundo, o 6.º mais longo da Ásia e o 3.º mais longo da Rússia. A sua bacia hidrográfica, com 2 580 000 km2, é a 8.ª maior do mundo.
É frequentemente referido como linha de divisa entre o Médio Oriente e Extremo Oriente, e foi usado por Júlio Verne na sua obra Michel Strogoff, quando o protagonista o atravessa.
Nasce em Kyzyl (Tuva) da confluência do Bolshe Ienissei (Grande Ienissei) e o Maly Ienissei (Pequeno Ienissei), que provêm dos montes Sayanes Orientais ao longo da fronteira russo-mongol, e desemboca no mar de Kara, oceano Ártico, num estuário de 400 km conformado pela baía de Ienissei e o golfo de Ienissei. Os seus principais afluentes são o Angara, o Podkamennaya Tunguska (ou Tunguska Pedregoso), e o Tunguska Inferior.
Flui pelo centro da Sibéria na direção sul-norte. A maior parte do rio é navegável, salvo entre novembro e maio, em que permanece gelado. O seu curso superior é turbulento, o que tem sido aproveitado para construção de estações de geração hidroelétrica, destacando-se as barragens de Sayan e Krasnoyarsk.
Atravessa a cidade de Krasnoyarsk.

## Caudais do Ienissei em vários pontos do seu percurso

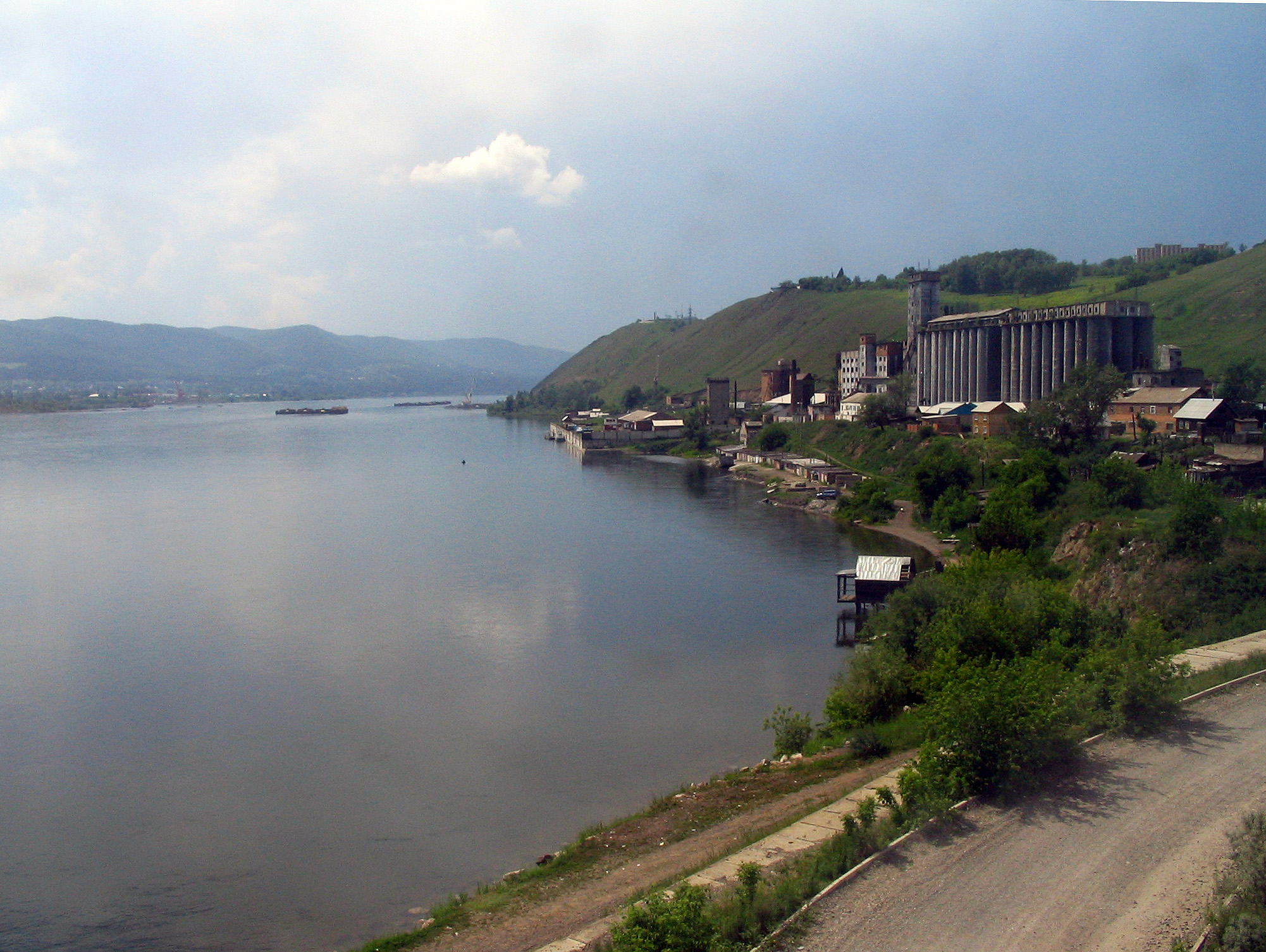
O Ienissei perto de Krasnoyarsk.

## Caudais do Ienissei em vários pontos do seu percurso[2]
| local                            | distância da foz | área da bacia a montante | caudal     | escoamento |
| -------------------------------- | ---------------- | ------------------------ | ---------- | ---------- |
| Kyzyl (Кызыл)                    | 3487 km          | 115000 km2               | 1010 m3/s  | 276 mm     |
| Nikitino (Никитино)              | 3020 km          | 182000 km2               | 1480 m3/s  | 256 mm     |
| Bazaikha (Базаиха)               | 2468 km          | 300000 km2               | 2920 m3/s  | 307 mm     |
| Ienisseisk (Енисейск)            | 2054 km          | 1400000 km2              | 7750 m3/s  | 175 mm     |
| Tunguska Pedregoso (confluência) | 1568 km          | 1760000 km2              | 10900 m3/s | 195 mm     |
| Igarka (Игарка)                  | 697 km           | 2440000 km2              | 17800 m3/s | 230 mm     |